# Taillet
Taillet is een gemeente in het Franse departement Pyrénées-Orientales (regio Occitanie) en telt 93 inwoners (2009). De plaats maakt deel uit van het arrondissement Céret.

## Geografie
De oppervlakte van Taillet bedraagt 10,6 km², de bevolkingsdichtheid is dus 8,8 inwoners per km².

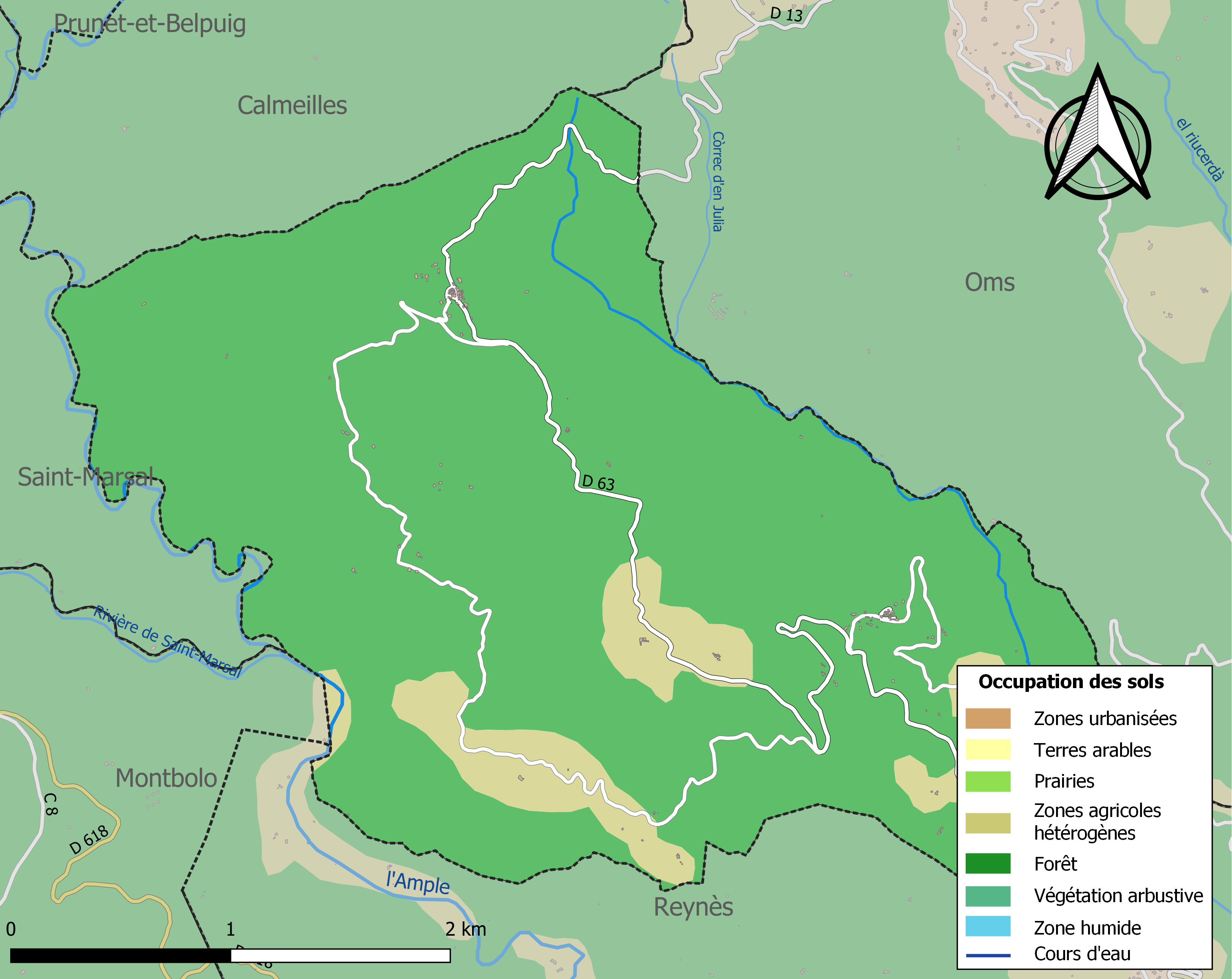
Kaart van de gemeente met de belangrijkste infrastructuur, bodemgebruik en omliggende gemeenten

## Demografie
Onderstaande figuur toont het verloop van het inwonertal (bron: INSEE-tellingen).